# 안근마비
안근마비(眼筋痲痹, ophthalmoparesis, ophthalmoplegia)는 안구 운동을 책임지는 하나 이상의 바깥눈근육의 약화(-paresis) 또는 마비(-plegia)가 온 경우를 가리킨다. 신경학적, 안과학적, 내분비계적 질병에서 관찰된다.

## 분류
안근마비는 상직근, 하직근, 내측직근, 외측직근, 하사근, 상사근을 포함하는 외안근들에 영향을 미칠 수 있다.
수직안근마비(vertical ophthalmoparesis)와 같이, 영향을 받는 운동의 방향에 의해 분류되는 경우도 있다.

## 병인
안근마비는 눈과 신경계의 다양한 부위의 질병으로부터 발병할 수 있다:
- 눈 주위의 감염. 안근마비는 안와봉소직염에서 중요하게 발견된다.[1]
- 그레이브스병에서처럼 안구 운동의 기계적 제한을 포함한 안와
- 진행성 외안근마비, 컨스 세르 증후군에서와 같은 근육
- 중증 근무력증에서와 같은 신경근접합부
- 해면정맥동 증후군, 상승된 두개내압에서와 같은 관련 뇌신경
- 포비유 증후군(Foville 증후군)에서와 같은 신경의 뇌줄기 세포핵

## 같이 보기
- 진행성 외안근마비(외안근마비, Chronic progressive external ophthalmoplegia)